# Clarence Hatry
Clarence Charles Hatry, né le 16 décembre 1888 à Londres et mort en 1965, est un banquier britannique. Il est considéré comme un des principaux responsables du Krach de 1929.

## Biographie
Clarence Charles Hatry naît le 16 décembre 1888 au 48 Belsize Park à Londres. Il est l'aîné des quatre fils de Julius Hatry (1856/7-1907), marchand de soie, et de son épouse, Henriette Ellen Katzenstein (1861/2-1943).